# Лаврентий (Бакшевский)
Архиепископ Лаврентий (в миру Лука Николаевич Бакшевский; 1776, Владимирская губерния — 1837, Переславль-Залесский) — епископ Русской православной церкви, архиепископ Черниговский и Нежинский (1820—1831).

## Биография
Родился 11 (22) октября 1776 года в селе Иваново-Прозоровское, Покровского уезда, Владимирской губернии в семье священника. 
В 1788 году поступил в Переяславскую семинариюи за успехи в учении и прилежание вскоре был переведён в Троицкую Лаврскую семинарию. По окончании курса семинарии в 1799 году был определён учителем в Перервинскую семинарию.
По совету митрополита Платона 2 марта 1800 года был пострижен в монашество; 25 марта того же года митрополитом Платоном рукоположён во иеродиакона, а 6 декабря — во иеромонаха.
С 24 апреля 1804 года определён префектом Перервинской семинарии и затем соборным иеромонахом. С 6 января 1806 года назначен игуменом Николо-Перервинского монастыря, а 25 января 1808 года — настоятелем Угрешского монастыря. С 14 октября 1808 года — архимандрит Златоустовского монастыря в Москве.
В 1813 году по предписанию Синода занимался восстановлением разрушенных во время войны Златоустовского, Перервинского и Богоявленского монастырей; 1 декабря 1813 года был назначен присутствующим в Московской духовной консистории.
26 июня 1816 года был назначен настоятелем Высоко-Петровского монастыря.
19 января 1819 года хиротонисан во епископа Дмитровского, викария Московской епархии. С 3 марта (после смерти архиепископа Августина (Виноградского) три месяца временно управлял Московской митрополией, а затем переведён на Черниговскую кафедру.
8 сентября 1820 года награждён орденом Святой Анны 1-й степени.
С 17 июля 1824 года — временно управлял Полтавской епархией.
22 августа 1826 года возведён в сан архиепископа.
14 марта 1831 года уволен на покой в Переяславский Данилов монастырь, где и скончался в ночь с 16(28) на 17 (29) декабря 1837 года.
Написал: «Беседы против евреев», оставшиеся в рукописи; «Слово на освящение храма» (СПб., 1818); «Записки о 1812 г.» («Маяк», 1843, том 10).